# Kultur- und Familienverein
Der Kultur- und Familienverein (KuF; offizielle Schreibung: Kultur & Familien Verein e. V.) war ein auch unter der Bezeichnung Masjidu-l-Furqan auftretender deutscher Moscheeverein in Bremen-Gröpelingen. Der Verein wurde dem radikal-islamischen Salafismus zugerechnet und im Dezember 2014 vom Bremer Innensenator verboten. Zum KuF gehörten eine Moschee und weitere Vereinsräume. Zum Freitagsgebet trafen sich wöchentlich bis zu 70 Gläubige (Stand 2014).

## Hintergrund
Bremens Industrie, u. a. die Werften, warben in den 1960er und 1970er Jahren Türken, Griechen und Jugoslawen als Arbeitskräfte an. Vor allem in den an die Häfen grenzenden Stadtteile Bremen-Walle und Bremen-Gröpelingen leben viele Migranten. In Gröpelingen etablierte sich eine migrantische Community, die vornehmlich von türkisch- und kurdischstämmigen Menschen dominiert wird.

## Aktivitäten des Vereins
2008 gründete der Salafist René Marc Sepac nach einem erfolglosen Versuch, in den „Dschihad“ nach Afghanistan zu ziehen, den KuF. Das angemietete Vereinsheim war eine ehemalige Kindertagesstätte in Gröpelingen. Ab 2008 beobachtete der Bremer Verfassungsschutz den Verein.
Im Jahr 2009 fand in den Räumen des KuF ein Treffen europäischer Salafisten statt.
Am 5. Dezember 2014 verbot Innensenator Ulrich Mäurer den KuF (Vereinsverbot), weil seine Zwecke und Tätigkeiten gegen Strafgesetze verstießen. Danach hatte sich der KuF gegen die „verfassungsmäßige Ordnung“ und den „Gedanken der Völkerverständigung“ betätigt. Mehr als 100 Polizisten durchsuchten 2014 die Räume des KuF. Direkt nach dem Freitagsgebet ging die Polizei gegen den KuF in Gröpelingen vor. Die Beamten stellten die Personalien der Moscheebesucher fest und durchsuchten die Räume des Vereins. Zeitgleich lief eine Großrazzia an, bei der die Polizei in Gröpelingen 17 Wohnungen und Geschäfte von Vereinsmitgliedern durchsuchte. Das Verbot ist seit dem 6. Januar 2015 bestandskräftig.

## Verbindungen des Vereins zum Terrorismus
Nach Informationen von Radio Bremen reisten 15 Erwachsene aus dem Umfeld des KuF bis 2014 nach Syrien aus, um dort für die Terrororganisation „Islamischer Staat“ (IS) zu kämpfen. Sie nahmen elf Kinder mit. Im März 2014 protestierten Eltern von Ausgereisten gegen den KuF. Sie machten den Verein für die Radikalisierung ihrer Söhne und für die Motivation zum terroristischen Kampf verantwortlich.
Zu den Besuchern des KuFs zählte auch der mutmaßliche Attentäter, der im September 2010 eine Explosion in einem Hotel in der dänischen Hauptstadt Kopenhagen auslöste, teilte der Verfassungsschutz mit.
Im Jahr 2011 verurteilte das Oberlandesgericht München den Mitbegründer des KuFs, René Marc Sepac, wegen Unterstützung einer terroristischen Vereinigung zu dreieinhalb Jahren Haft. Der als „Emir von Gröpelingen“ bekannte Marc S. habe zweimal versucht, in ein Terrorcamp zu reisen. Im Zuge der Ermittlungen wurden 2008 die Räumlichkeiten des Vereins von der Polizei durchsucht. Auch aus dem Gefängnis heraus soll Marc S. weiterhin aktiv gewesen sein.
Der Bremer Verfassungsschutz-Chef Joachim von Wachter vermutete 2014 in der taz, dass aus dem Umfeld des Vereins bis dahin acht Männer, fünf Frauen und sieben Kinder nach Syrien gezogen waren.
Islamische Verbände gingen auf Distanz zum Kultur- und Familienverein. Die Bremer Schura, der Zusammenschluss von 25 Moscheenvereinen, wandte sich gegen Extremismus.

## Nachfolgeorganisationen
Am 16. Februar 2016 wurde der salafistische Verein Islamischer Förderverein Bremen e. V. vom Bremer Innerensenator Mäurer als vermeintliche Nachfolge- bzw. Ersatzorganisation des KuF verboten. Die Verkündung des Vereinsverbots wurde von Durchsuchungen der Vereinsräume sowie u. a. von insgesamt zwölf Privatwohnungen führender Vereinsmitglieder begleitet. Die vom Islamischen Förderverein Bremen betriebenen Vereinsräume einschließlich der Moschee wurden behördlich geschlossen.
Der Islamische Förderverein Bremen war ursprünglich 2009 durch eine gänzlich andere Personengruppe gegründet worden, hatte aber bald nach der Gründung keine Vereinsaktivitäten mehr gezeigt. Nach dem Verbot des KuF entschlossen sich nach Senatsangaben offenbar führende KuF-Mitglieder, den Islamischen Förderverein Bremen zu unterwandern und schließlich zu übernehmen. Den Ermittlungen des Innensenators zufolge war zum Zeitpunkt des Verbots des Islamischen Fördervereins kein einziges der ursprünglichen Vereinsmitglieder noch im Verein aktiv, während alle in den vorangegangenen Monaten festgestellten Besucher zuvor Anhänger des KuF waren und dort teilweise auch führende Funktionen innehatten.
Gegen das Vereinsverbot hat der betroffene Verein im März 2016 Klage eingereicht, über die Stand Januar 2018 noch nicht entschieden ist.